# Ceriochernes
Ceriochernes es un género de arácnido  del orden Pseudoscorpionida de la familia Chernetidae.

## Especies
El género está compuesto por las siguientes especies:
- Ceriochernes amazonicus
- Ceriochernes besucheti
- Ceriochernes brasilinesis
- Ceriochernes detritus
- Ceriochernes foliaceosetosus
- Ceriochernes martensi
- Ceriochernes nepalensis
- Ceriochernes vestitus